# ارنانی، گیپوسکوا
ارنانی (به اسپانیایی: Hernani) یک دهستان در اسپانیا است که در استان گیپوسکوا در منطقهٔ خودمختار باسک واقع شده‌است. ارنانی ۴۰ کیلومتر مربع مساحت و ۱۹٬۲۸۴ نفر جمعیت دارد و ۴۴ متر بالاتر از سطح دریا واقع شده‌است.